# Митюков, Каллиник Андреевич
Каллиник Андреевич Митюков (1823—1885) — профессор римского права, декан юридического факультета и ректор киевского Императорского университета св. Владимира, тайный советник,  отец  А. К. Митюкова.

## Биография
Родился 22 июля (3 августа) 1823 года в купеческо-шляхетской семье Митюков. Прадед - киевский бурмистр Евфим Никифорович Митюк (1732-1810).
Учился в Киевской духовной семинарии и киевском Императорском университете св. Владимира (1841—1845).
В 1846 году назначен адъюнктом по кафедре римского права университета св. Владимира, которую занимал затем в качестве профессора до своей смерти. Был деканом, потом ректором (1865) киевского Императорского университета св. Владимира. Был назначен первым директором Демидовского юридического лицея (1869), но уже в 1870 году снова вернулся в Киевский университет, успев, однако, пригласить в лицей нескольких выдающихся профессоров.
Основательно знакомый со своим предметом, обладая замечательной ясностью мысли и изложения и выдающимся лекторским талантом, Митюков оставил по себе память одного из наиболее блестящих преподавателей римского права.
Напечатанный курс его лекций («Курс римского права», К., 1884) отличается ясностью, точностью и живостью изложения, но лишён оригинальности и передает лишь обычные воззрения немецких «пандектов». Ни глубокого философского, ни исторического освещения предмета у Митюкова не было, хотя он обладал несомненным историческим знанием, обнаруженным в напечатанных им разборах трудов Дыдынского, Капустина, Паделетти и др. Иногда ему не давалось понимание воззрений, не схожих с господствующими. Написал ещё специальные монографии: «О признании тяжущихся сторон на суде по делам гражданским» (1847, магистерская диссертация) и «О наследстве по римским законам» (1851, докторская диссертация).
Награды:
- Орден Святого Станислава (Российская империя) 2 степени (1862)
- Орден Святой Анны 2 степени (1864)
- Орден Святого Станислава 1 степени (1870)
- Орден Святой Анны 1 степени (1874)
- Чин тайного советника (1881)[1]

Сын - профессор права Киевского и Московского университетов Андрей Каллиникович Митюков  (1871 — после 1928).
Умер в Киеве 27 февраля (11 марта) 1885 года.

## Сочинения
- Обязательство по римском праву (obligationes). — Киев: Тип. М. П. Фрица, 1873. — 110 с.
- Институции римского права. — Киев: Университетск. тип., 1881. — 23 с.
- Курс римского права. Вып. 1—2. — Киев: Тип. Имп. ун-та св. Владимира, 1883—1884.

## Источник
- В. Н. Митюков, Каллиник Андреевич // Энциклопедический словарь Брокгауза и Ефрона : в 86 т. (82 т. и 4 доп.). — СПб., 1890—1907.
- Биографический словарь профессоров и преподавателей Императорского университета Св. Владимира (1834-1884) / сост. В. С. Иконников. — Киев: Типография Императорского университета св. Владимира, 1884. — С. 441—443. — 860 с.